# Nadine Mühlböck
Nadine Mühlböck (geboren 1978 in Salzburg) ist eine österreichische Film- und Theaterschauspielerin, bekannt für Mozart 22 (2006) und Unforgettable (2010) von Adrian Goiginger.

## Leben
Nadine Mühlböck wuchs im Flachgau auf und übersiedelte nach der Matura nach Salzburg, wo sie zunächst Psychologie an der Paris Lodron Universität Salzburg studierte. Im Jahr 1997 begann sie Theater zu spielen und widmete sich in den folgenden Jahren vermehrt der Schauspielerei. Sie arbeitete unter anderem für die Freie Bühne Salzburg, wo sie 2011 die Hauptrolle der Romy Schneider im gleichnamigen Stück von Helmut Vitzthum übernahm sowie 2016 und 2017 die Rolle der Constanze Weber im Stück Die Weberischen von Felix Mitterer. Bei der Kulturbühne Jedermann auf der Festung Hohensalzburg verkörperte sie zwischen 2013 und 2016 verschiedene Rollen, darunter die Guten Werke, Schuldknechts Weib sowie in zwei aufeinander folgenden Jahren die Buhlschaft. In Nachtasyl von Maxim Gorki war sie unter der Regie von Astrid Großgasteiger als Wassilissa am Landestheater Salzburg zu sehen. 
Sie absolvierte mehrere Schauspielkurse in Wien (open acting academy) und Berlin (MET Film School). Zusätzlich nahm sie Sprech- und Gesangsunterricht. Seit 2020 ist sie auch als Sprecherin für Hörspiele tätig.
Nadine Mühlböck lebt und arbeitet in Salzburg und Linz.

## Theater (Auswahl)
- Anonymous (1997, Buch: Catherine Aigner, Regie: Martin Leutgeb)
- Trainspotting (1998, Regie: Doris Harder,  Metropolis Theater Salzburg)
- Weiße Rose (2001, Oper von U. Zimmermann, als Sprecherin in der Rolle der Sophie Scholl, Regie: Doris Harder, Dirigentin: Elisabeth Fuchs)
- Die bitteren Tränen der Petra von Kant (Petra von Kant/2006, Freie Bühne Salzburg[8], Regie: Helmut Vitzthum)
- Ab Jetzt (2008, Theater F.O.C.U.S.S.[9])
- Hexenjagd (Elisabeth Proctor/2009, Freie Bühne Salzburg)
- Ein Sommernachtstraum (Puck/2010, Schlossbergspiele Mattsee[10][11])
- Der Alpenkönig und der Menschenfeind (Sophie Rappelkopf/2011, Regie: Helmut Vitzthum)
- Romy Schneider (2011, Freie Bühne Salzburg, Buch/Regie: Helmut Vitzthum)[12]
- Nachtasyl (Wassilissa/2012, Landestheater Salzburg)
- Jedermann (2013 bis 2016, Kulturbühne Jedermann)
- Die Weberischen (2016 und 2017, Freie Bühne Salzburg)[13]

## Filmografie (Auswahl)
- Uptodate (1999, I. Höllriegl, Regie: Christoph Albin)
- 1947: Jüdischer Exodus (Doku-Drama 2005, Aktion Film Salzburg (c) Land Salzburg)
- Zigeunerlager Maxglan (Doku-Drama 2006, Aktion Film Salzburg (c) Land Salzburg)
- Auf der Klinge (Kurzfilm 2007, Buch und Regie: Raimund Held)
- Unforgettable (2010, Buch und Regie Adrian Goiginger)